# Li Ji (archeologo)
Li Ji, anche trascritto Li Chi; in caratteri tradizionali 李濟, (Zhongxiang (Hubei), 12 luglio 1896 – Taipei, 1º agosto 1979), è stato un archeologo cinese.
Li è considerato il fondatore della moderna archeologia cinese e il suo lavoro fu fondamentale per provare la storicità della Dinastia Shang.

## Biografia
Li nacque da una ricca famiglia della provincia dell'Hubei.
Nel 1918 partì alla volta degli Stati Uniti d'America per studiare Antropologia presso la Harvard University.
Conseguì il dottorato nel 1923 e per breve tempo lavorò presso la Freer Gallery of Art di Washington.
In seguito rientrò in Cina per insegnare presso la Nankai University.
Negli anni 1925 e 1926 effettuò le campagne archeologiche di scavo per approfondire la conoscenza della cultura di Yangshao, nella parte meridionale della provincia dello Shanxi.
Nel 1928 divenne il primo direttore del dipartimento di Archeologia dell'Academia Sinica, intraprendendo allo stesso tempo l'insegnamento presso la Tsinghua University.
Li guidò le campagne di scavo a Yin Xu, vicino ad Anyang, dal 1928 al 1937, fino a quando lo scoppio della Seconda guerra sino-giapponese impedì ulteriori attività di scavo.
Queste campagne portarono alla scoperta di un palazzo reale e di oltre 300 tombe, delle quali 4 erano reali.
Fra i manufatti recuperati vi sono lance del Bronzo antico e un gran numero di ossa oracolari, che costituiscono il primo più significativo corpus di testi in scrittura cinese antica.
Questi rinvenimenti permisero di stabilire definitivamente la storicità della Dinastia Shang, che fino ad allora era ancora oggetto di notevole dibattito.
Dopo la guerra, quando i comunisti guidati da Mao Tse-tung presero il potere nella Cina continentale, Li si rifugiò a Taiwan.
Lì divenne direttore dei Dipartimenti di Archeologia e Antropologia della National Taiwan University a Taipei.

## Opere principali
- The Formation of the Chinese People. An Anthropological Inquiry (1928)
- The Beginnings of Chinese Civilization (1957)
- Anyang (1977)